# Olympische Geschichte Moldaus
| Gelbes Symbol für Goldmedaillen mit stilisierten Olympischen Ringen | Graues Symbol für Silbermedaillen mit stilisierten Olympischen Ringen | Braundes Symbol für Bronzemedaillen mit stilisierten Olympischen Ringen |
| ------------------------------------------------------------------- | --------------------------------------------------------------------- | ----------------------------------------------------------------------- |
| —                                                                   | 3                                                                     | 7                                                                       |

Die Republik Moldau, dessen NOK, das National Olympic Committee of the Republic of Moldova, 1991 gegründet und 1993 vom IOC anerkannt wurde, nimmt seit 1996 an Olympischen Sommerspielen und seit 1994 an Olympischen Winterspielen teil.
Bevor Moldau unabhängig wurde, nahmen Sportler des Landes in der Mannschaft Russlands, Rumäniens, der Sowjetunion und später der GUS an Olympischen Spielen teil.

## Allgemeine Übersicht

### Sommerspiele
Die erste Olympiamannschaft Moldaus bestand 1996 aus 40 Athleten, die in den Sportarten Bogenschießen, Leichtathletik, Boxen, Radsport, Schwimmen, Ringen und Gewichtheben antraten.
Insgesamt konnte man über die Jahre drei Silber- und sieben Bronzemedaillen gewinnen.

### Winterspiele
1994 nahm die Moldau erstmals an Winterspielen teil. Seitdem haben moldauische Athleten ausschließlich im Biathlon, Ski Alpin, Skilanglauf und im Rennrodeln teilgenommen.

## Übersicht der Teilnahmen

### Sommerspiele
| Jahr      | Athleten                                 | Athleten                                 | Athleten                                 | Sportarten                               | Sportarten                               | Sportarten                               | Sportarten                               | Sportarten                               | Sportarten                               | Sportarten                               | Sportarten                               | Sportarten                               | Sportarten                               | Sportarten                               | Sportarten                               | Sportarten                               | Sportarten                               | Medaillen                                | Medaillen                                | Medaillen                                | Medaillen                                | Rang                                     |
| Jahr      | ∑                                        |                                          |                                          |                                          |                                          |                                          |                                          |                                          |                                          |                                          |                                          |                                          |                                          |                                          |                                          |                                          |                                          |                                          |                                          |                                          | Medaillen – Gesamt                       | Rang                                     |
| --------- | ---------------------------------------- | ---------------------------------------- | ---------------------------------------- | ---------------------------------------- | ---------------------------------------- | ---------------------------------------- | ---------------------------------------- | ---------------------------------------- | ---------------------------------------- | ---------------------------------------- | ---------------------------------------- | ---------------------------------------- | ---------------------------------------- | ---------------------------------------- | ---------------------------------------- | ---------------------------------------- | ---------------------------------------- | ---------------------------------------- | ---------------------------------------- | ---------------------------------------- | ---------------------------------------- | ---------------------------------------- |
| 1900–1912 | Teilnahme in der russischen Mannschaft   | Teilnahme in der russischen Mannschaft   | Teilnahme in der russischen Mannschaft   | Teilnahme in der russischen Mannschaft   | Teilnahme in der russischen Mannschaft   | Teilnahme in der russischen Mannschaft   | Teilnahme in der russischen Mannschaft   | Teilnahme in der russischen Mannschaft   | Teilnahme in der russischen Mannschaft   | Teilnahme in der russischen Mannschaft   | Teilnahme in der russischen Mannschaft   | Teilnahme in der russischen Mannschaft   | Teilnahme in der russischen Mannschaft   | Teilnahme in der russischen Mannschaft   | Teilnahme in der russischen Mannschaft   | Teilnahme in der russischen Mannschaft   | Teilnahme in der russischen Mannschaft   | Teilnahme in der russischen Mannschaft   | Teilnahme in der russischen Mannschaft   | Teilnahme in der russischen Mannschaft   | Teilnahme in der russischen Mannschaft   | Teilnahme in der russischen Mannschaft   |
| 1918–1940 | Teilnahme in der rumänischen Mannschaft  | Teilnahme in der rumänischen Mannschaft  | Teilnahme in der rumänischen Mannschaft  | Teilnahme in der rumänischen Mannschaft  | Teilnahme in der rumänischen Mannschaft  | Teilnahme in der rumänischen Mannschaft  | Teilnahme in der rumänischen Mannschaft  | Teilnahme in der rumänischen Mannschaft  | Teilnahme in der rumänischen Mannschaft  | Teilnahme in der rumänischen Mannschaft  | Teilnahme in der rumänischen Mannschaft  | Teilnahme in der rumänischen Mannschaft  | Teilnahme in der rumänischen Mannschaft  | Teilnahme in der rumänischen Mannschaft  | Teilnahme in der rumänischen Mannschaft  | Teilnahme in der rumänischen Mannschaft  | Teilnahme in der rumänischen Mannschaft  | Teilnahme in der rumänischen Mannschaft  | Teilnahme in der rumänischen Mannschaft  | Teilnahme in der rumänischen Mannschaft  | Teilnahme in der rumänischen Mannschaft  | Teilnahme in der rumänischen Mannschaft  |
| 1952–1988 | Teilnahme in der sowjetischen Mannschaft | Teilnahme in der sowjetischen Mannschaft | Teilnahme in der sowjetischen Mannschaft | Teilnahme in der sowjetischen Mannschaft | Teilnahme in der sowjetischen Mannschaft | Teilnahme in der sowjetischen Mannschaft | Teilnahme in der sowjetischen Mannschaft | Teilnahme in der sowjetischen Mannschaft | Teilnahme in der sowjetischen Mannschaft | Teilnahme in der sowjetischen Mannschaft | Teilnahme in der sowjetischen Mannschaft | Teilnahme in der sowjetischen Mannschaft | Teilnahme in der sowjetischen Mannschaft | Teilnahme in der sowjetischen Mannschaft | Teilnahme in der sowjetischen Mannschaft | Teilnahme in der sowjetischen Mannschaft | Teilnahme in der sowjetischen Mannschaft | Teilnahme in der sowjetischen Mannschaft | Teilnahme in der sowjetischen Mannschaft | Teilnahme in der sowjetischen Mannschaft | Teilnahme in der sowjetischen Mannschaft | Teilnahme in der sowjetischen Mannschaft |
| 1992      | Teilnahme im vereinten Team der GUS      | Teilnahme im vereinten Team der GUS      | Teilnahme im vereinten Team der GUS      | Teilnahme im vereinten Team der GUS      | Teilnahme im vereinten Team der GUS      | Teilnahme im vereinten Team der GUS      | Teilnahme im vereinten Team der GUS      | Teilnahme im vereinten Team der GUS      | Teilnahme im vereinten Team der GUS      | Teilnahme im vereinten Team der GUS      | Teilnahme im vereinten Team der GUS      | Teilnahme im vereinten Team der GUS      | Teilnahme im vereinten Team der GUS      | Teilnahme im vereinten Team der GUS      | Teilnahme im vereinten Team der GUS      | Teilnahme im vereinten Team der GUS      | Teilnahme im vereinten Team der GUS      | Teilnahme im vereinten Team der GUS      | Teilnahme im vereinten Team der GUS      | Teilnahme im vereinten Team der GUS      | Teilnahme im vereinten Team der GUS      | Teilnahme im vereinten Team der GUS      |
| 1996      | 40                                       | 35                                       | 5                                        | 2                                        | 2                                        | 6                                        |                                          |                                          | 6                                        | 2                                        |                                          |                                          |                                          | 4                                        |                                          |                                          |                                          |                                          | 1                                        | 1                                        | 2                                        | 58                                       |
| 2000      | 34                                       | 29                                       | 5                                        |                                          | 1                                        | 3                                        |                                          |                                          | 11                                       |                                          |                                          |                                          |                                          | 10                                       |                                          |                                          |                                          |                                          | 1                                        | 1                                        | 2                                        | 61                                       |
| 2004      | 33                                       | 26                                       | 7                                        |                                          | 2                                        | 3                                        | 1                                        |                                          | 12                                       | 2                                        |                                          | 2                                        | 1                                        | 10                                       |                                          |                                          |                                          |                                          |                                          |                                          |                                          |                                          |
| 2008      | 29                                       | 21                                       | 8                                        |                                          | 2                                        | 5                                        | 1                                        |                                          | 14                                       | 2                                        |                                          | 2                                        | 1                                        | 3                                        |                                          |                                          |                                          |                                          |                                          | 1                                        | 1                                        | 80                                       |
| 2012      | 21                                       | 12                                       | 10                                       | 1                                        | 1                                        | 2                                        | 2                                        |                                          | 9                                        | 1                                        |                                          | 2                                        | 1                                        | 2                                        |                                          |                                          |                                          |                                          |                                          |                                          |                                          |                                          |
| 2016      | 23                                       | 15                                       | 8                                        | 1                                        | 2                                        | 3                                        |                                          | 2                                        | 9                                        |                                          |                                          | 3                                        | 1                                        | 2                                        | 1                                        | 1                                        |                                          |                                          |                                          |                                          |                                          |                                          |
| 2020      | 20                                       | 9                                        | 11                                       | 2                                        |                                          | 2                                        | 2                                        | 3                                        | 6                                        |                                          |                                          | 2                                        | 1                                        | 2                                        |                                          |                                          |                                          |                                          |                                          | 1                                        | 1                                        | 72                                       |
| 2024      | 26                                       | 14                                       | 12                                       | 2                                        |                                          | 1                                        | 3                                        | 3                                        | 5                                        |                                          | 1                                        | 7                                        | 1                                        | 2                                        |                                          |                                          | 1                                        |                                          | 1                                        | 3                                        | 4                                        | 86                                       |
| Gesamt    | Gesamt                                   | Gesamt                                   | Gesamt                                   | Gesamt                                   | Gesamt                                   | Gesamt                                   | Gesamt                                   | Gesamt                                   | Gesamt                                   | Gesamt                                   | Gesamt                                   | Gesamt                                   | Gesamt                                   | Gesamt                                   | Gesamt                                   | Gesamt                                   | Gesamt                                   | 0                                        | 3                                        | 7                                        | 10                                       |                                          |

### Winterspiele
| Jahr      | Athleten                                 | Athleten                                 | Athleten                                 | Sportarten                               | Sportarten                               | Sportarten                               | Sportarten                               | Medaillen                                | Medaillen                                | Medaillen                                | Medaillen                                | Rang                                     |
| Jahr      | ∑                                        |                                          |                                          |                                          |                                          |                                          |                                          |                                          |                                          |                                          | Medaillen – Gesamt                       | Rang                                     |
| --------- | ---------------------------------------- | ---------------------------------------- | ---------------------------------------- | ---------------------------------------- | ---------------------------------------- | ---------------------------------------- | ---------------------------------------- | ---------------------------------------- | ---------------------------------------- | ---------------------------------------- | ---------------------------------------- | ---------------------------------------- |
| 1928–1940 | Teilnahme in der rumänischen Mannschaft  | Teilnahme in der rumänischen Mannschaft  | Teilnahme in der rumänischen Mannschaft  | Teilnahme in der rumänischen Mannschaft  | Teilnahme in der rumänischen Mannschaft  | Teilnahme in der rumänischen Mannschaft  | Teilnahme in der rumänischen Mannschaft  | Teilnahme in der rumänischen Mannschaft  | Teilnahme in der rumänischen Mannschaft  | Teilnahme in der rumänischen Mannschaft  | Teilnahme in der rumänischen Mannschaft  | Teilnahme in der rumänischen Mannschaft  |
| 1952–1988 | Teilnahme in der sowjetischen Mannschaft | Teilnahme in der sowjetischen Mannschaft | Teilnahme in der sowjetischen Mannschaft | Teilnahme in der sowjetischen Mannschaft | Teilnahme in der sowjetischen Mannschaft | Teilnahme in der sowjetischen Mannschaft | Teilnahme in der sowjetischen Mannschaft | Teilnahme in der sowjetischen Mannschaft | Teilnahme in der sowjetischen Mannschaft | Teilnahme in der sowjetischen Mannschaft | Teilnahme in der sowjetischen Mannschaft | Teilnahme in der sowjetischen Mannschaft |
| 1994      | 2                                        | 1                                        | 1                                        | 2                                        | 0                                        | 0                                        | 0                                        |                                          |                                          |                                          |                                          |                                          |
| 1998      | 2                                        | 1                                        | 1                                        | 2                                        | 0                                        | 0                                        | 0                                        |                                          |                                          |                                          |                                          |                                          |
| 2002      | 5                                        | 3                                        | 2                                        | 2                                        | 1                                        | 0                                        | 2                                        |                                          |                                          |                                          |                                          |                                          |
| 2006      | 7                                        | 3                                        | 4                                        | 0                                        | 0                                        | 2                                        | 0                                        |                                          |                                          |                                          |                                          |                                          |
| 2010      | 7                                        | 6                                        | 1                                        | 2                                        | 1                                        | 2                                        | 2                                        |                                          |                                          |                                          |                                          |                                          |
| 2014      | 4                                        | 3                                        | 1                                        | 1                                        | 1                                        | 1                                        | 1                                        |                                          |                                          |                                          |                                          |                                          |
| 2018      | 2                                        | 2                                        | 0                                        | 0                                        | 0                                        | 1                                        | 1                                        |                                          |                                          |                                          |                                          |                                          |
| 2022      | 5                                        | 2                                        | 3                                        | 4                                        | 1                                        | 0                                        | 0                                        |                                          |                                          |                                          |                                          |                                          |
| Gesamt    | Gesamt                                   | Gesamt                                   | Gesamt                                   | Gesamt                                   | Gesamt                                   | Gesamt                                   | Gesamt                                   | 45                                       | 65                                       | 65                                       | 175                                      |                                          |